# Joannes Hyacinth Rottenburgh
Joannes Hyacinth (Jean-Hyacinthe Joseph) Rottenburgh (1672 – 1765) was een Brusselse hobo-, traverso- en blokfluitbouwer die zijn instrumenten tekende met "I.H./Rottenburgh".  Hij stamde voort uit een bekende familie van violisten (verschillende leden van de familie brachten het tot eerste en tweede violist aan het hof) en vooral van bouwers van houten blaasinstrumenten. De toonkwaliteit van hun instrumenten was dermate hoog dat er reeds tijdens hun leven vervalsingen van hun instrumenten zijn vervaardigd.
Zijn zoon Godefroy Adrien Rottenburgh (1703-1768) bleef de instrumenten tekenen met de signatuur van zijn vader, maar bouwde ook fluiten, hobo's, klarinetten en fagotten onder zijn eigen naam (G.A./Rottenburgh).   
Verschillende instrumenten van Jean-Hyacinthe zijn te bewonderen in het Brusselse Muziekinstrumentenmuseum (MIM).  Friedrich von Huene ontwierp voor de firma Moeck (Celle) een blokfluitenreeks die gebaseerd is op een instrument dat zich in dit museum bevindt.  Het Muziekinstrumentenmusem in Berlijn, de Bate Collection (Universiteit van Oxford), het Museum Vleeshuis in Antwerpen en de National Music Museum van de University of South Dakota bezitten ook enkele van zijn instrumenten.